# Contro corrente (film 1921)
Contro corrente (Hail the Woman) è un film muto del 1921 diretto da John Griffith Wray.

## Trama
Beresford, un bigotto contadino del New England, governa la sua casa con pugno di ferro, considerando le donne poco più che bestie da riproduzione. Così suo figlio David, che sta studiando teologia per diventare pastore, quando si innamora di Nan, una ragazza del villaggio, nasconde in famiglia la sua relazione né riesce, in seguito, a confessare di averla sposata. La giovane, rimasta incinta, viene cacciata di casa dietro pressioni di Beresford. L'unica che la aiuta è Judith, la sorella di David, che si reca a New York dopo la nascita del bambino. Lì, viene a sapere del matrimonio di Nan con David e, quando la cognata muore dopo il parto, prende con sé il neonato. Judith ritornerà a casa solo il giorno in cui David è ordinato sacerdote. Messo davanti alle sue responsabilità, David confessa alla congregazione il suo peccato e, pieno di rimorso, riconosce il figlio.

## Produzione
Il film fu prodotto dalla Thomas H. Ince Corporation.

## Distribuzione
Il copyright del film, richiesto dalla Thomas H. Ince Productions, fu registrato l'8 dicembre 1921 con il numero LP17324.
Distribuito dall'Associated Producers Inc., il film uscì nelle sale statunitensi il 28 novembre 1921. In Portogallo, fu distribuito il 12 settembre 1924 con il titolo Respeitem as Mulheres.

### Censura
Per la versione da distribuire in Italia, la censura italiana eliminò la didascalia "Il giorno in cui la donna avrà il coraggio di levare la bandiera della rivolta sarà il principio di una nuova era".